# Santa Maria del Collell
|  | Per a altres significats, vegeu «Església Nova de Santa Maria del Collell». |

Santa Maria del Collell és una església i santuari al municipi de Sant Ferriol (la Garrotxa) inclòs en l'Inventari del Patrimoni Arquitectònic de Catalunya. Es troba a 13 quilòmetres de Banyoles, 5 de Mieres i 20 d'Olot. Pertany a la parròquia de Sant Andreu del Torn. És obra de l'arquitecte Josep Renom.

## Arquitectura

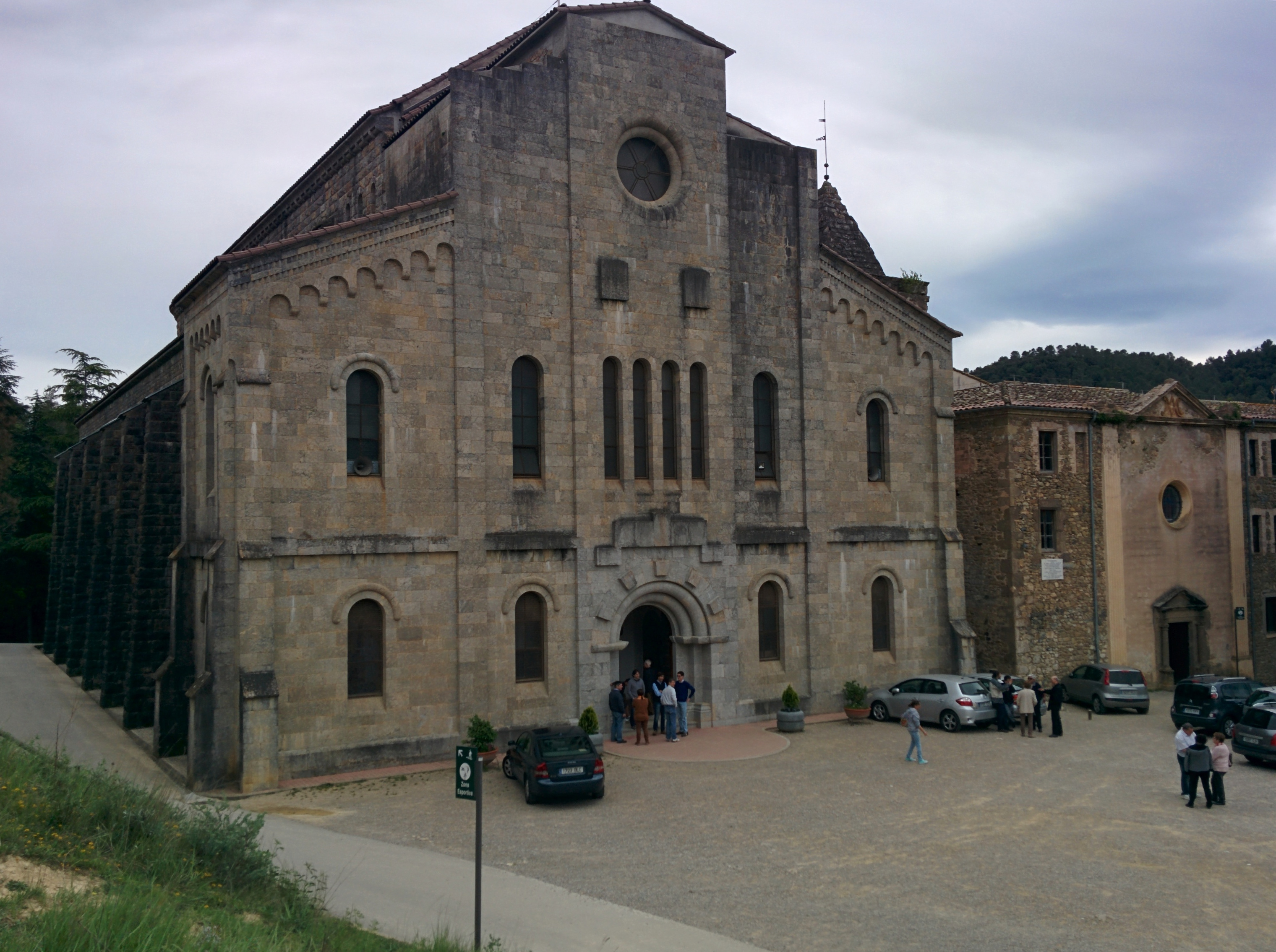
Església nova del Collell al costat de l'antiga

Originalment l'església del Collell disposava d'una sola nau coberta amb volta de canó apuntada i petits arcs faixons; a partir del segle xvi es portaren a terme moltes obres d'ampliació, unint una nau gòtica pel costat de tramuntana (1550-1570). Així mateix es va realitzar la porta (1670) obra del mestre gironí Llàtzer Cisterna: disposa d'uns grans basaments on es recolzen unes columnes amb el fust estriat i capitells ornats amb fulles d'acant, que sostenen un entaulament superior decorat amb motius vegetals i caps d'àngels amb fulles que els surten de la boca, tot coronat per un frontó.
Hi ha un petit claustre gòtic, anomenat de la Cisterna, construït pels volts del 1500. És un rectangle de pocs metres de longitud, amb una arcada apuntada a cada un dels costats. Actualment ha estat tancat per unes grans vidrieres i el seu interior s'ha enjardinat.
A l'interior es guarden dues talles destacables:

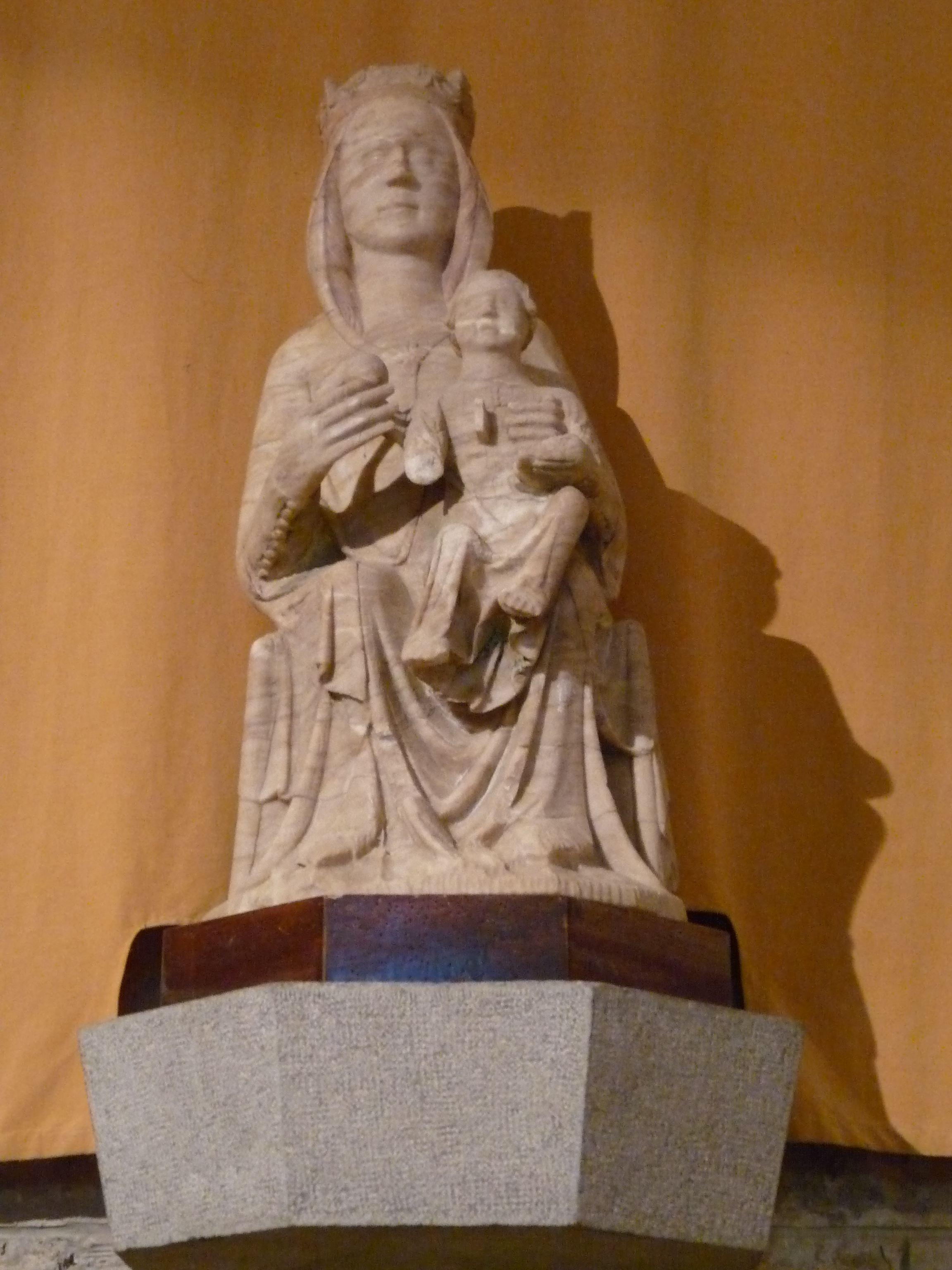
Mare de Déu de la Biblioteca o de Ventatjol

- Imatge de la Verge feta d'alabastre del segle xiv que prové del temple de Ventatjol; aquest està situat a un quilòmetre del santuari del Collell en direcció est i actualment s'utilitza com a capella de fossar. La Verge està entronitzada, portant a la mà dreta una petita bola del món. El vestit disposa de profunds plecs i un mantell li cobreix el cap i li cau per les espatlles. L'Infant, mancat de braç dret, porta amb l'altre un llibre.[2]

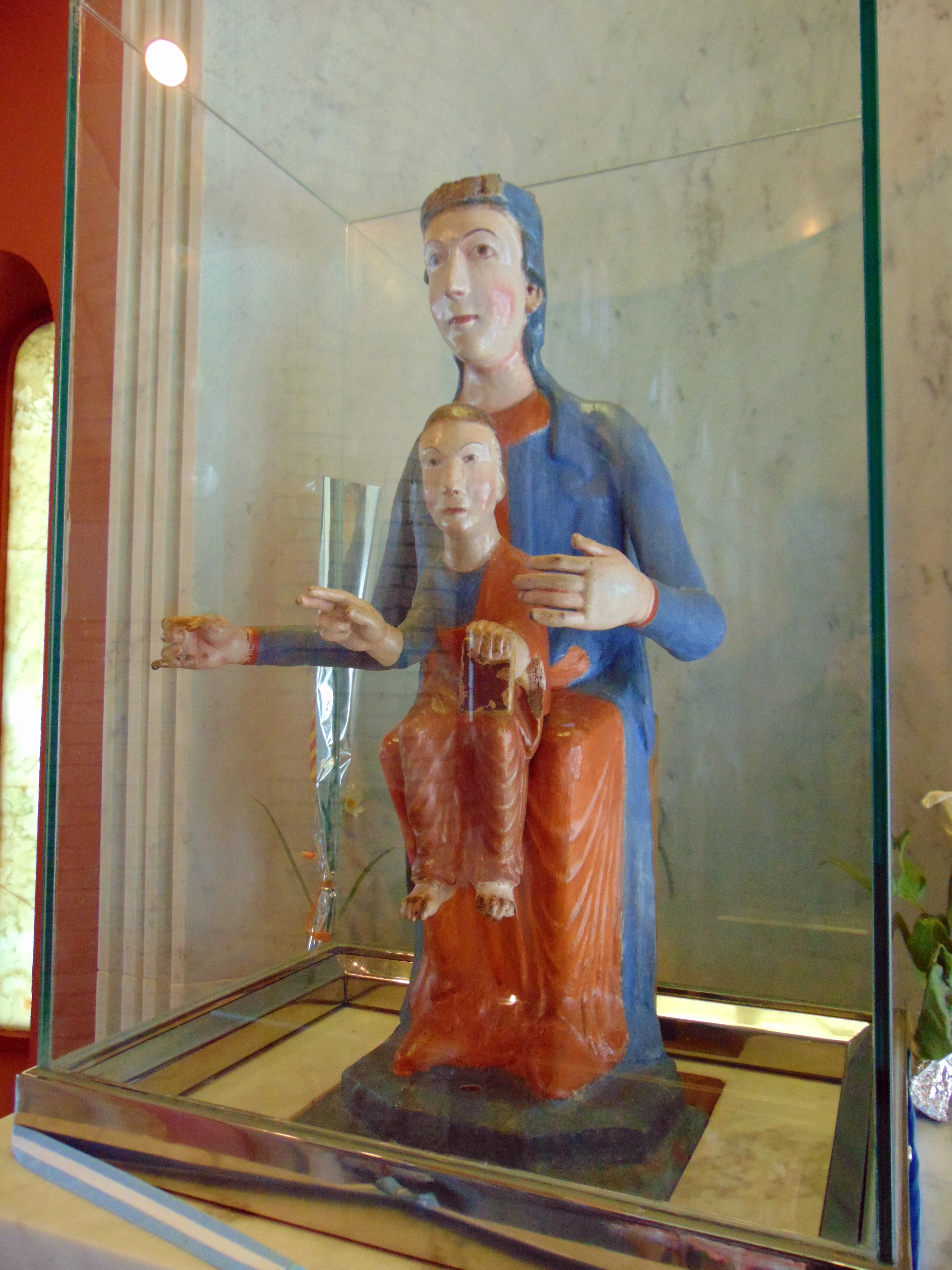
Mare de Déu romànica

- Talla de La Mare de Déu situada a l'actual santuari del Collell. És una talla romànica del segle xii, del tipus anomenat romà d'Orient, entronitzada i policromada, molt malmesa pels afegitons estètics que han aconsellat durant molt temps la utilització dels vestits postissos que ara ja no porta. És la Mare que Déu que sempre ha existit: suggereix pau interior i provoca alhora una gran devoció. La Mare de Déu protegeix amb els braços el Fill que està assegut a la falda. Aquest, amb la mà dreta beneeix i amb l'esquerra aguanta el llibre de l'Evangeli.[1][2]

## Història
La tradició situa la fundació de la primera ermita en l'any 780. El Baró de Cartellà va donar una gran extensió de terreny, una part d'ell on hi ha actualment el santuari, amb la intenció que s'hi edifiqués una capella dedicada a la Verge després que un dels seus fills sortí refet d'una greu malaltia. Els goigs en honor de la Mare de Déu del Collell també ens ho indica: "Quan el segle octau finia, el Baró de Cartellà, a vostres peus se'n venia, per son fill salut lograr. En agraïment alçà, eixa capella emboscada".
Consta, documentalment, que l'any 1198 existia un priorat que depenia del monestir de Sant Pere de Besalú; era prior del Collell un monjo anomenat Andreu. L'any 1256 s'esmenta el lloc del Collell que es trobava sota el domini directe del senyor de Falgons, Arnau de Cartellà. El llistat de priors, des de finals del segle xii fins al 1405, corresponen a l'orde benedictí; a partir d'aquesta seran sacerdots diocesans, nomenats pel Bisbe de Girona, qui regiran aquesta casa i molt sovint no hi faran estada.
Explica la tradició, que un piadós feligrès de la parròquia del Torn, anomenat Miquel Noguer, anava a caçar cada dia amb la seva ballesta pels terrenys on hi ha el santuari. Abans de tornar a casa seva, s'agenollava sempre davant la porta de la capella i destinava un temps a la pregària. Un dissabte, el 25 d'octubre de 1483, després d'haver resat, sentí dins de l'ermita uns grans plors acompanyats de tristos laments. Al cap d'uns instants, s'obrí la porta de l'església i aparegué una noia jove d'uns 8 anys, vestida de blanc que es presentà a Miquel Noguer com la Mare de Déu. Li demanà que fes conèixer als veïns del Torn, de Mieres, del Sallent i de Sant Miquel de Campmajor els següents desigs: guardar el sant diumenge, el compliment de les lleis de Déu, la pràctica de la caritat i la regeneració del santuari. A dins de l'església antiga del Collell, hi ha una làpida a terra, on s'indica que era precisament allí on va tenir lloc aquest fet.
El Collell es va convertir en un gran centre de pelegrinatge. Diversos monarques i  virreis afavorien amb la concessió de privilegis el culte al santuari, el primer d'ells va ser Ferran el Catòlic, que hi va fer una visita l'any 1495. Al llarg de la història, diferents Papes hi han concedit també privilegis espirituals;  Innocenci VIII va ser el primer l'any 1487, fins a Pius XI. El gran nombre de visitants va provocar que el 1578 s'iniciessin diverses obres de millora. Es va construir una hostatgeria i s'amplià l'estructura de l'edifici amb diverses sales. Després de tres segles d'esplendor, a partir de l'any 1785, es va entrar en un període de decadència a causa dels problemes interns que tenien els administradors. Els béns del Collell van ser venuts en subhasta pública l'any 1806 a causa de les lleis desamortitzadores del govern espanyol. L'any 1851 i després d'aquest temps de degradació, un mestre d'Aiguaviva anomenat Pau Corbatera, proposà al bisbe de Girona, Florenci Lorente, la creació en el santuari d'un col·legi per a nois pobres, a fi de preparar-los al mateix temps per a la carrera eclesiàstica. Aquell mateix any van començar les obres d'acondicionament i engrandiment del recinte. El 16 d'octubre de 1852 es va fer la inauguració oficial. El 1876 es va agregar el seminari-col·legi a l'Institut de Batxillerat de Girona. D'aquesta manera, tots els qui volien seguir una carrera civil podien cursar el batxillerat en el mateix centre. L'any 1895, s'obriren les classes d'agricultura i comerç per als alumnes que no desitjaven fer una carrera i volien tenir coneixements d'aquestes matèries. El Collell es convertí així en una escola pilot en el camp de la formació professional.
Durant la Guerra Civil Espanyola el santuari va patir la destrucció revolucionària dels primers mesos de la guerra. Les instal·lacions van deixar la seva funció escolar i eclesiàstica i s'hi va establir una presó, dirigida per Anastasio Sánchez Monroy, que el gener de 1939 es va omplir de gent vinculada a la Falange Española. Uns 50 van ser afusellats a l'exterior del recinte el 30 de gener de 1939, entre ells Robert Bassas Figa i Joaquim Guiu i Bonastre. Dos van poder escapar de l'assassinat massiu fugint enmig del bosc: Jesús Pascual Aguilar i Rafael Sánchez Mazas. Quan el 8 de febrer de 1939 les tropes franquistes arribaren al santuari hi havia tancats més de 200 dones i 148 homes. Hi havia encara 18 soldats republicans, que foren abatuts a trets i enterrats en làpides sense identificar.
El 1942 deixà de ser seminari. Tot i així, a partir del 1945 i fins al 1965, els seminaristes de la diòcesi de Girona, hi passaven una temporada de "Seminari d'Estiu". L'afluència d'estudiants i l'afany de millorar el centre, va obligar que, des de la seva inauguració, s'hi realitzessin contínuament obres d'ampliació. Des del 1955 fins al 1962 es va fer un nou edifici durant el rectorat de Mn. Joan Piera i Bech: noves classes, dormitoris, sales de joc, menjadors i un teatre. El curs 1989-90 van arribar a cursar-hi 469 alumnes. A partir de la dècada del 1990, el col·legi va patir una progressiva davallada d'alumnes i els responsables del centre van decidir tancar-lo un cop acabat el curs 1997/98.
La mare de Déu del Collell va ser coronada canònicament l'any 1953. Va ser declarada Patrona del clergat gironí. El 25 d'octubre d'aquest any 1953 es van celebrar els actes de la declaració canònica amb una assistència d'unes 12.000 persones.
Actualment es venera en un nou santuari iniciat l'any 1912 i enllestit l'any 1952. Aquesta basílica de grans dimensions va ser projectada per un antic alumne, l'arquitecte Josep Renom. És d'estil neoromànic.